# 아이피큐
아이피큐(IPQ)는 대한민국의 콘텐츠 회사이다.

## 사업
- 온라인 배급 대행
- 영화/영상콘텐츠
- 연예메니저먼트사업

## 소속 연예인
- 오메가엑스 (재한, 휘찬, 세빈, 한겸, 태동, XEN, 제현, KEVIN, 정훈, 혁, 예찬)